# Væskebalance
En sund krop er i væskebalance. Det vil sige at input er lig output. Med andre ord vil de former for væske man indtager komme ud igen, idet man holder en konstant legemsvægt.
Hos en normal person kan man opstille følgende ligning:
Indtaget væske + stofskiftevand = vandladning + sved i udåndingsluft + sved + væske i afføring
En rask person drikker ca. 1,5-2,5 liter væske i døgnet, og via fast føde indtages ca. 0,75 liter.  Der dannes rundt regnet 0,3 liter væske ved forbrænding i cellerne.
Der udskilles ca. 1,5 liter urin i døgnet og rundt regnet 1,5 dL væske med afføringen.  Derudover afgives ca. 1 liter væske gennem ikke synlig sved og respiration.
Balancen giver normalt 0. Hos syge kan der opstå væskeophobning (overhydrering, ødem) eller væskemangel (dehydrering).
Der kan hos syge indføres flere variable i ligningen, for eksempel væske indgivet i blodet, opkast, blødning, diarre, dialyse, stomivæske, drænvæske og så videre.
Jo sygere en patient er, jo større er behovet for at føre et nøjagtigt væskeregnskab.